# Arvell Jones
Arvell Jones, né Arvell Malcolm Jones, né le 5 septembre 1952 à Détroit dans le Michigan, aux États-Unis, est un dessinateur de bande dessinée américain.

## Biographie
Arvell Jones commence sa carrière de dessinateur chez Marvel Comics dans les années 1970. Il dessine des épisodes de Thor, Iron Man et Iron Fist. Il crée le personnage de Misty Knight à partir d'un projet qu'il avait en sortant de l'université. Le personnage était alors une femme surnommée Major Glory et dont un bras et les jambes étaient bioniques. C'est le scénariste de la série Tony Isabella qui renomma le personnage en Misty Knight. Il quitte Marvel pour DC dans les années 1980. Là il s'occupe du dessin sur les séries Super Team Family et Superman Family. Mais son travail principal chez DC est la série All-Star Squadron scénarisée par Roy Thomas. Il délaisse pendant plusieurs années le monde des comics pour devenir producteur de télévision mais en 1994 il revient au comics pour dessiner la série Kobalt publiée par Milestone Comics, une division de DC Comics.

## Récompense
- 2019 : Prix Inkpot, pour l'ensemble de sa carrière[3].